# 王东原

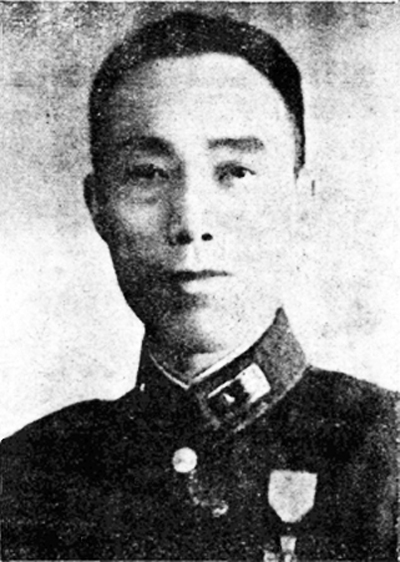
王东原

王东原（1898年2月13日—1995年4月8日），原名修墉，安徽全椒人，原籍徽州。中华民国陆军中将，曾任湖北省政府主席、湖南省政府主席。

## 生平
王东原早年曾先后在北京师范大学、保定陆军军官学校第八期工兵科学习，与陈诚同学。毕业后，历任唐生智部参谋，第三十五军何键部炮兵团副官、参谋长、第二师营长，唐生智第四集团军第三方面军教导团团长，期间曾参加马日事变。1928年后，又历任何键部教导师师长、第十五师第四十五旅旅长、第十五师副师长兼湖南省会警备司令、湘南警备司令。1930年10月升任第十五师师长。1935年，授陆军中将衔。
抗日战争时期，历任第七十三军军长、武昌军官训练团将官研究班副主任、第三十四军团军团长、中央训练团副教育长、第三十二集团军副总司令、重庆中央训练团副教育长、教育长兼军事委员会政治部副部长、国防研究院主任兼党政高级训练班主任等职。期间，还曾在三民主义青年团担任过临时干事会干事、临时干事会团部组织训练处处长、中央干事会干事、常务干事、中央组织人事甄核委员会常委等职。1944年起，又历任湖北省政府主席兼保安司令、第六战区副司令长官、湖南省政府主席、湖南省军管区司令。1946年，当选制宪国民大会代表。
1947年7月19日，國民政府派王東原為國民大會代表立法院立法委員湖南省選舉事務所主任委員:8385-8386。同年，任战略顾问委员会委员兼总裁办公室军事组组长。
赴台后，曾于1951年至1961年间任中华民国驻大韩民国特命全权大使。1970年任中華民國總統府國策顧問。次年，前往美国定居。1995年，于洛杉矶逝世。
他还是国民党第六届中央执行委员，第十至十四届中央评议委员。